# 粗纹织纹螺
粗纹织纹螺（学名：Reticunassa festiva），是新腹足目织纹螺科Reticunassa属的一种。主要分布于韩国、台湾，常栖息在潮间带沙滩或泥滩。